# Operation Desert Fox
Operation Desert Fox, svenska Operation Ökenräv, alternativt Bombningen av Irak 1998, var ett storskaligt bombanfall mot irakiska mål från den 16 till den 19 december 1998. USA:s dåvarande president Bill Clinton uttalade sig den 16 december att han beordrat kryssningsrobot- och luftattacker mot Irak. Attackerna skedde som ett resultat av Iraks uraktlåtenhet mot FN:s säkerhetsråds resolutioner och dess inblandning med FN:s särskilda kommissionsinspektörer som skickats 1997 vilka undersökte om Irak hade massförstörelsevapen men nekades inträde till vissa områden vilket övertygade USA att Irak besatt dessa.

## Bakgrund
Fientligheten mellan USA och Irak sträckte sig tillbaka till Gulfkriget 1990–1991 där de två länderna befann sig på motsatta sidor. I april 1993 hävdade FBI att Saddam Hussein försökt att få dåvarande president George H.W. Bush mördad under ett besök i Kuwait. Efter invasionen av Kuwait 1990 blev Irak hårt utsatt för mycket strikta FN-sanktioner. Sanktionerna försvagade staten och försatte befolkningen i extrem fattigdom samtidigt som kryssningsrobotar från amerikanska krigsfartyg i Persiska viken regelbundet slog ut sjukhus och annan infrastruktur vilket gjorde att levnadsstandarden störtdök med upp till 5 000 döda barn per månad. I april 1991 bröt uppror ut i den norra delen av landet bland kurderna. Den irakiska regeringen försökte skingra upproren genom helikopteranfall. Som svar på detta upprättades en flygförbudszon som även Storbritannien och Frankrike (som drog sig ur i december 1996) var del av.
1998 godkände Bill Clinton och kongressen ett dokument som sade att USA:s president var skyldig att verka för att ta bort Saddam Hussein från makten. Chefen för FN:s vapeninspektion UNSCOM menade att det var USA som krävde att inspektörerna skulle lämna Irak 1998. Irak hade låtit FN-inspektörerna få besöka de militärbaser de ville men tänkte inte ge tillgång till Baathpartiets högkvarter då man menade att USA hade stationerat agenter bland inspektörerna. Detta räckte för att Clintonadministrationen skulle godkänna det massiva anfall som var Operation Desert Fox.

## Militära operationer
Flygplan från amerikanska USS Enterprise som var organiserade under Carrier Air Wing Three och Patrol Squadron Four flög stridsuppdrag från Persiska viken. Detta var den första användningen av flygvapnets B-1B i strid. I markenheterna ingick 31:a marina expeditionsenheten varav 2/4th Marines agerade som stridsbeståndsdelen på mark. Det amerikanska flygvapnet skickade flera grupperingar av F-16 från Ahmed Al Jaber Air Base till Irak för att flyga nattuppdrag till stöd av operationen.
Under natten av den andra operationsdagen lyfte 12 B-52 från Diego Garcia i Indiska oceanen och avfyrade kryssningsrobotar (CALCM). Robotarna träffade flera irakiska mål, däribland sex av president Saddam Husseins palats men också flera militära måltavlor. Kvällen därpå lyfte ytterligare 2 B-52 vilka sköt 16 CALCM-robotar. Totalt såg den 70 timmar långa kampanjen de amerikanska styrkorna anfalla 85 % av sina mål varav 75 % ansågs "mycket effektiva" anfall och mer än 600 flyggrupperingar av över 300 strids- och stödfygplan och 600 luftburen ammunition förbrukades. Ytterligare 325 Tomahawk-krssningsrobotar användes.
Den 19 december hade amerikanska och brittiska flygplan träffat 97 mål vilket fick försvarsminister William Cohen att förklara operationen som lyckad. Med stöd av Cohen, USA:s centralkommando Anthony C. Zinni och ordförande Henry H. Sheldon i Joint Chiefs of Staff förklarade Bill Clinton seger i Operation Desert Fox.

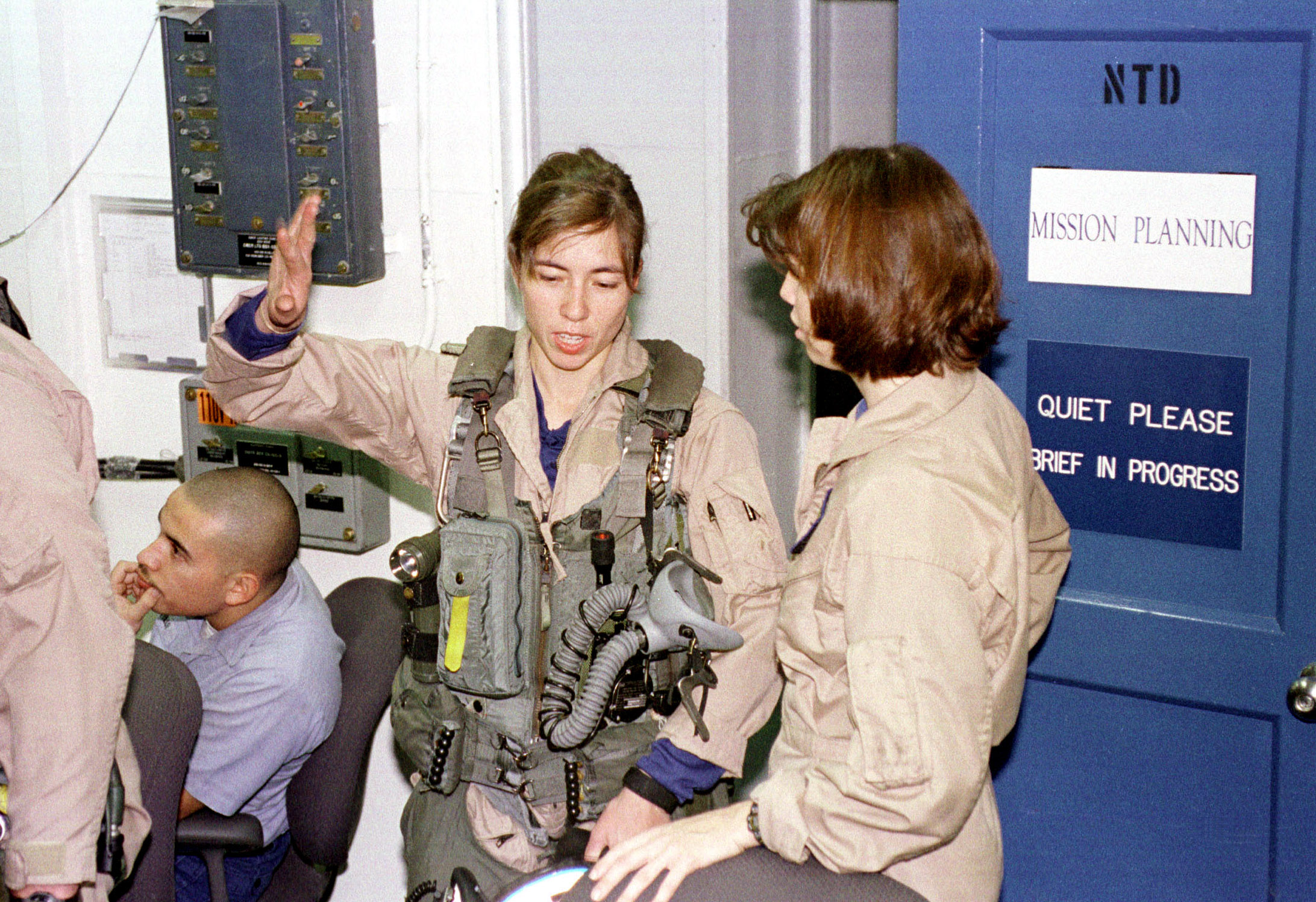
Två F/A-18C Hornet- piloter ombord diskuterar resultatet av ett flyganfall som genomfördes den 17 december.

## Anklagelser om underliggande motiv
Före detta underrättelseanalytiker William Arkin i amerikanska armén hävdade i en kolumn publicerad januari 1999 i The Washington Post att Operation Desert Fox egentligen fokuserat på destabiliseringen av den irakiska regeringen och att påståendet att anfallet gick ut på förgöringen av massförstörelsevapen var en ursäkt.
Brian Jones var högsta underrätelseanalytikern i CBRN vid brittiska försvarsministeriumet. 2004 berättade han för BBC:s Panorama att brittiska underrättelsepersonalen i Whitehall, Storbritannien, inte hade högt förtroende att någon av de bombade anläggningarna som bombades i operationen faktiskt var aktiva inom produceringen av massförstörelsevapen och att dåvarande brittiska statsministern Tony Blair hade ljugit om att Irak hade "Lager av stora mängder biologiska och kemiska vapen".

## Reaktioner
Operationen fördömdes internationellt och tre av de fem permanenta medlemmar av FN:s säkerhetsråd (Ryssland, Frankrike och Kina) krävde att den åttaåriga oljesanktionen mot Irak skulle hävas, att UNSCOM skulle omorganiseras eller upplösas och ordförande Richard Butler skulle sparkas.
Det kom att visa sig att anklagelserna om amerikanska agenter bland vapeninspektörerna stämde och FN:s generalsekreterare Kofi Annan bad om ursäkt för att inspektionerna oavsiktligt hade fungerat som täckmantel för amerikansk underrättelseverksamhet. Som ett resultat av detta ersattes UNSCOM 1999 av UNMOVIC vars ordförande 2000–2003 var Hans Blix.